# Павлов Костянтин Юрійович
Костянтин Юрійович Павлов (12 січня 1973, Кривий Ріг, Українська РСР — 15 серпня 2021, Вільне, Дніпропетровська область, Україна) — колишній український проросійський політик, народний депутат України VII та VIII скл. Член фракції «ОПЗЖ». З 17 грудня 2020 року до 15 серпня 2021 року — Криворізький міський голова. Знайдений мертвим у своєму домі 15 серпня 2021 року.

## Життєпис
Народився 12 січня 1973 року в Кривому Розі.

### Освіта
1992 року закінчив технікум, де здобув кваліфікацію електрослюсара. Згодом закінчив навчання в Міжрегіональній академії управління персоналом, де здобув спеціальність економіста. Потім закінчив Відкритий Міжнародний університет Британії ЛІНК за спеціальністю — менеджер організацій.

### Кар'єра
- 1992 — електрослюсар кар'єру Південного гірничо-збагачувального комбінату
- 1996 — заступник директора підприємства «Кривбассконсалтінг»
- 1998 — директор підприємства «Кривбассконсалтінг»
- 1999 — заступник начальника відділу збуту і зовнішньоекономічної діяльності в управлінні Південного гірничо-збагачувального комбінату.
- 2002 — перший заступник директора і виконавчий директор Криворізького сурикового заводу.
- 2005 — член Партії регіонів
- 2006 — перший заступник міського голови Кривого Рогу.
- 2006 і 2010 — депутат Дніпропетровської обласної ради. У 2010 стає очільником постійної комісії з питань комунальної власності, житлово-комунального господарства обласної ради.
- 2010 — очільник Криворізької міської організації Партії регіонів.
- Жовтень 2012 — голова Федерації футболу Кривого Рогу.
- 2012 — народний депутат України 7-го скликання від Партії регіонів по одномандатному мажоритарному виборчому округу № 31. Набрав 43,37 % голосів виборців. Голосував за диктаторські закони 16 січня.
- 2014 — народний депутат України VIII скликання. Обрався на 31 одномандатному виборчому окрузі; самовисуванець, член фракції «Опозиційний блок».
- 18 січня 2018 року був одним з 36 депутатів, що голосували проти Закону про визнання українського суверенітету над окупованими територіями Донецької та Луганської областей.[8]
- Був одним з 59 депутатів, що підписали подання, на підставі якого Конституційний суд України скасував статтю Кримінального кодексу України про незаконне збагачення, що зобов'язувала держслужбовців давати пояснення про джерела їх доходів і доходів членів їх сімей. Кримінальну відповідальність за незаконне збагачення в Україні запровадили 2015 року. Це було однією з вимог ЄС на виконання Плану дій з візової лібералізації, а також одним із зобов'язань України перед МВФ, закріпленим меморандумом[9].
- 21 липня 2019 року балотувався на парламентських виборах до Верховної Ради України як самовисуванець. Програв вибори на окрузі, отримавши 25,96 % підтримки.
- 6 грудня 2020 року за результатами повторного голосування обраний міським головою міста Кривого Рогу[10].

## Розслідування загибелі
15 серпня 2021 року Павлова знайшли мертвим на веранді власного будинку в селі Вільне на Дніпропетровщині, поруч знайшли рушницю.
Поліція відкрила кримінальне провадження за статтею «умисне вбивство». Розглядалися три версії: самогубство, вбивство та необережне поводження зі зброєю. 16 серпня до розслідування було додано версію «доведення до самогубства». Як стало відомо згодом, перед смертю Павлов видалив усе листування з месенджерів, а безпосередньо перед смертю довго ходив домом зі зброєю в руках і тримав у руках смартфон.
8 вересня НПУ провела в Кривому Розі 16 обшуків у рамках розслідування. Серед інших, обшук провели в Юрія Вілкула.

## Родина
- Батько — працівник виробничого об'єднання «Кривбасруда»
- Мати — касир Криворізького поштамту[5],
- Молодший брат Андрій — 18 жовтня 2021 року знайдений мертвим у власній квартирі[17][18], помер внаслідок отруєння алкоголем[19].